# Rilpivirina
La rilpivirina (venduta sotto il nome commerciale di Edurant e Rekambys) è un farmaco appartenente alla categoria degli antiretrovirali, utilizzato per contrastare l'HIV e l'AIDS. Si può assumere tramite via orale. Il farmaco è stato approvato dall'FDA per l'utilizzo a lungo termine.

## Effetti collaterali
La rilpivirina può causare diversi effetti indesiderati, anche se non tutti i pazienti li manifestano o li manifestano nello stesso modo. Infatti, ogni persona reagisce in maniera soggettiva alla somministrazione del farmaco, manifestando effetti indesiderati diversi per tipo ed intensità, oppure non manifestandone affatto.
Fra gli effetti indesiderati comuni che possono insorgere durante il trattamento con rilpivirina, ricordiamo:
- Cefalea;
- Capogiri;
- Nausea;
- Insonnia e altri disturbi del sonno;
- Alterazione dei livelli di transaminasi;
- Aumento dei livelli ematici di colesterolo e/o amilasi epatica;
- Sogni anomali;
- Depressione o umore depresso;
- Stanchezza;
- Sonnolenza;
- Dolore e disturbi allo stomaco;
- Riduzione dell'appetito;
- Bocca secca;
- Eruzioni cutanee;
- Bassa conta dei globuli bianchi e/o delle piastrine;
- Diminuzione dei livelli di emoglobina;
- Aumento dei livelli di trigliceridi, lipasi e/o bilirubina nel sangue.

Fra gli effetti indesiderati che possono manifestarsi raramente nel corso del trattamento con rilpivirina, invece, ritroviamo segni o sintomi di infiammazione o infezione, per esempio febbre, brividi, sudorazione (sindrome da riattivazione immunitaria).

## Controindicazioni
La rilpivirina non deve essere utilizzata in tutti i seguenti casi:
- Allergia nota allo stesso principio attivo e/o ad uno o più degli altri componenti (principi attivi ed eccipienti) del medicinale a base di rilpivirina che si deve assumere;

- In pazienti che stanno assumendo uno o più dei seguenti farmaci o prodotti:
- Antiepilettici come oxcarbazepina, carbamazepina, fenitoina e fenobarbital;
- Rifampicina e rifapentina;
- Inibitori di pompa protonica come omeprazolo, lansoprazolo, pantoprazolo, esomeprazolo, rabeprazolo;
- Desametasone;
- Farmaci o prodotti a base di iperico o erba di San Giovanni.